# Visions & Cants
Visions & Cants és un llibre de poesia escrit per Joan Maragall i publicat l'any 1900.

## Estructura
El llibre està dividit en tres parts: 
- Les Visions
- L'intermezzo
- Els Cants
Visions
- El mal caçador
- Joan Garí
- El comte Arnau
- L'estimada de Don Jaume
- La fi d'en Serrallonga

Intermezzo
- A la Mare de Déu de Montserrat
- La cançó de Sant Ramon
- En la mort d'un jove
- Els Reis
- Sol solet ...
- Dimecres de cendra
- Lo Diví en el dijous Sant
- L'aufabrega
- A montanya
- Després de la tempestat
- La nit de la Purissima
- L'ànima de les flors
- La Dòna hermosa
- L'esposa parla

Cants
- La sardana
- El cant de la Senyera
- Cant dels joves
- Cant de Maig, cant d'alegria
- Cant de Novembre
- Els tres cants de la guerra

Els adéus
Oda a Espanya
Cant del retorn

### Les visions
Les Visions representen el passat històric que Maragall vol tenir present per definir amb plena consciència quina és la personalitat i el tarannà dels catalans i Catalunya, busca les constants racials dels catalans: "materialisme, terrenalitat, individualisme, orgull i vitalitat".
Una visió també significa una imatge, una evocació del passat, de la qual el poeta n'obté la inspiració i n'obté els detalls que més l'interessen; no és, per tant, la mateixa, la visió que pugui tenir del Comte Arnau com a personatge malèfic que com a romàntic condemnat arran de les seves sacrílegues relacions. Per això, Maragall pren del mite només allò, només aquella part que li interessa per descriure un tipus de sentiment humà i a nivell de nació.

### Intermezzo (&)
L'Intermezzo fa de transició, plena d'imatges de la vida quotidiana, entre la mirada cap al passat històricollegendari, "Visions", i l'exaltació optimista projectada cap al futur, "Cants".
Els catorze poemes que contenen escenes quotidianes domèstiques, relacionats amb la religiositat, el món infantil, la vivència de les festes populars, l'estiueig i l'amor, estan ordenats segons l'ordre cronològic d'escriptura; però s'hi pot entreveure una ordenació sobreposada a aquesta en referència al moment de l'any a què es fa referència en el poema.

### Els Cants
Els Cants formen la tercera part del llibre, estan escrits per a un futur, i els formen poemes que mostren l’altra part. Els Cants s'enfoquen en el col·lectiu. Ell va aprofitar el moviment coral de l’època.

## Significat dels personatges llegendaris
Cercant aquests personatges que necessita per recordar i prendre consciència de pàtria/nació, Maragall en tria uns que podríem definir com a totalment llegendaris (propis de la tradició popular catalana) com ara Fra Joan Garí, el Comte Arnau (tot i que podria tenir fonaments històrics poc clars) i el Mal Caçador. Però també en tria d'històrics com per exemple el rei Jaume I el Conqueridor (L'estimada de don Jaume) o el mític bandoler Joan Sala, àlies "Serrallonga".

## El mal caçador aVisions
Els personatges mítics són la representació de la condemna divina per haver comès un pecat; en el cas del Mal Caçador ens hauríem de remetre a la llegenda que explica que, un caçador que escoltava missa davant una ermita, veié passar de sobte una llebre enorme molt a prop seu, i, per tal de poder-la caçar abans no s'escapés, deixà a mitges el cerimonial sagrat i sortí corrents amb els seus gossos a perseguir la peça. Per això, per haver ofès Déu deixant la missa sense acabar, el Cel el condemnà a perseguir la llebre eternament però sense assolir-la per més que corregués i corregués. És aquesta condemna la que descriu el poema de Maragall; om queda condemnat el pecador per la seva avarícia personal i com passen els anys sense que la condemna acabi. El dia de Corpus Christi és una de les festivitats més assenyalades de l'Església Cristiana Catòlica i representa la veneració i el respecte al cos de Crist (representat per l'hòstia). Aquest personatge representa, doncs, l'avar i el despreocupat impacient, aquell qui de sobte deixa una cosa a mitges perquè li interessa més una altra que li sembla de més profit i que, com a persona que no es compromet a res, es despreocupa totalment de la seva acció abandonada. Violar el sagrat moment de la consagració de l'hòstia és, doncs, el pecat del Mal Caçador.

## Fra Joan Garí aVisions
La llegenda de Fra Joan Garí està ambientada a Montserrat, on és típicament coneguda i forma part de l'abundant i extens llegendari que envolta la simbòlica muntanya.
Article principal: Fra Joan Garí
En aquesta Visió, el pecador és un home novament condemnat a causa d'una temptació malèfica; la condemna li costarà anys i esforços, però a diferència del mite anterior, Fra Garí acaba sent perdonat per Déu i tota la història acaba amb un final feliç.

## L'estimada de don Jaume
L'estimada de Don Jaume és una composició que fa referència al rei Jaume el Conqueridor i a la conquesta de Mallorca que ell mateix encapçalà l'any 1229. Com a personatge històric, Jaume I ha estat molt mitificat per la Renaixença i el catalanisme tot convertint-lo en un símbol patriòtic de les virtuts heroiques i el coratge d'un bon sobirà; prova d'això és que sigui sempre el rei català més famós i recordat.
La seva vida, llarga i atzarosa, és cabdal en la història nacional catalana: sota el seu regnat s'inicia l'expansió catalanoaragonesa per la Mediterrània amb les conquestes de Mallorca i de València, territoris que passaran a formar els Països Catalans com a territori cultural propi i definit (llengua, cultura, història comunes).
Concretament, la conquesta de Mallorca ha quedat de cabdal referent històric sobretot perquè fou la primera expedició militar del rei, perquè esdevingué tot un èxit, i perquè la repoblació de l'illa amb gent del Principat agermanà amb forts lligams tots dos territoris (cultura, llengua, costums). Però Maragall tracta aquí l'illa de Mallorca com si talment fos una dama, com si el rei Jaume en fos l'amant i com si l'expedició militar fos una aventura de conquesta amorosa. Les equiparacions de l'amor humà i l'amor per una terra es manifesten en els desitjos del rei d'anar a cercar amb la flota la seva estimada, quan guerreja contra els sarraïns amb valentia, i quan enalteix les dolçors de la terra mallorquina. El poema acaba amb la mort del rei, molts anys més tard, a València. És aleshores quan, camí del seu sepulcre definitiu a Poblet, el sobirà recorda la conquesta de joventut i dirigeix la vista cap a la platja i la mar com tractant de poder veure la seva terra més estimada.

### El Comte Arnau
El mite del comte Arnau va entrar en la literatura gràcies al Romanticisme, període en què els estudiosos es començaven a preocupar per tot el tresor folklòric del poble. Molts autors de la Renaixença es van interessar pel mite i el van tractar a les seves obres. Des dels poetes dels Jocs Florals, passant per Jacint Verdaguer i Santaló i Carner fins a Segarra, la majoria li han dedicat algunes planes.
Va ser Joan Maragall qui va tenir una predilecció especial pel Comte Arnau. Durant anys va anar madurant el seu pom, publicat en tres etapes a Visions & Cants, Enllà i Seqüències. Cada una d'aquestes parts correspon a una etapa diferent de la vida del Comte Arnau. L'inici de l'interès de Maragall va ser una estada a Sant Joan de les Abadesses que fa que comenci a estudiar tota l'espiritualitat que comporta el mite, la qual havia cohesionat i idealitzat la nació catalana. Es mostra la influència de Nietzsche a la primera part, on es mostra la passió del comte i d'Adalaisa. A la segona part l'ànima del comte vaga per les muntanyes i cerca la salvació. S'adona que la bondat sense amor no serveix i aquest és el primer símptoma que la consciència reviu i el porta a la cançó, però la cançó sola no pot redimir el comte. Al final de la segona part expressa la idea central del poema i els dubtes de Maragall sobre la direcció que havia de prendre el comte Arnau. A la tercera part Arnau cerca la salvació i s'acosta a la humanitat i aquest apropament fa que el poble el redimeixi encarnat en una pastora que canta la cançó amb una veu viva.

## Edicions
- Tip. L’Avenç, 1900. 84 pàgines.
- Editorial Laia, 1984. Col·lecció Les eines de butxaca. Introducció Joan-Lluís Marfany. 74 pàgines. ISBN 978-84-7222-155-0
- Edicions 62, 1984. Col·lecció El Garbell. Estudi introductori, edició i notes d'Enric Bou i Maqueda. 96 pàgines. ISBN 978-8429721577
- Edicions 62, 1998. Col·lecció El cangur. Edició d'Enric Bou i Maqueda. 92 pàgines. ISBN 978-84-297-4466-8
- Proa, 2003. Col·lecció Les Eines. Edició d'Imma Farré Vilalta. 184 pàgines. ISBN 9788484376255
- Hermes, 2003. Col·lecció Poesia, clàssics catalans. Edició d'Ignasi Moreta i Tusquets. 142 pàgines. ISBN 9788482878324
- Edicions 62, 2009. Col·lecció Educació 62. Comentada per Lluís Quintana i Enric Bou i Maqueda. 128 pàgines. ISBN 9788492672516
- La Galera, 2010. Col·lecció La clau mestra. Edició de Ferran Gadea i Gambús. 180 pàgines. ISBN 9788424635534
- Castellnou, 2018. Col·lecció Clàssics Castellnou. Edició d’Ignasi Moreta i Tusquets. 148 pàgines. ISBN 9788417406134